# Otto Hartmann (Offizier)
Otto Hartmann (* 11. September 1884 in München; † 10. Juli 1952 in Miesbach) war ein deutscher General der Artillerie im Zweiten Weltkrieg.

## Leben

### Familie
Otto Hartmann war der Sohn des Generalmajors Richard Hartmann. Er verheiratete sich 1911 mit Franziska Steger. Aus der Ehe gingen zwei Kinder hervor.

### Militärkarriere
Nach dem Besuch des Kadettenkorps trat Hartmann am 6. Juli 1903 als Fähnrich in das 10. Feldartillerie-Regiment der Bayerischen Armee in Erlangen ein. Nach der Kommandierung an die Kriegsschule wurde Hartmann am 8. März 1905 zum Leutnant befördert. Anschließend wurde er im Oktober 1907 zur Artillerie- und Ingenieurschule kommandiert, die er am 6. Juli 1908 abschloss. Er diente als Regimentsadjutant und avancierte Ende Oktober 1912 zum Oberleutnant. Seine im Oktober 1913 begonnene Ausbildung an der Kriegsakademie musste er am 31. Juli 1914 wegen des Ausbruchs des Ersten Weltkriegs vorzeitig abbrechen. Bereits am 8. August 1914 verlegte sein Regiment nach Frankreich an die Front. Hartmann war hier kurzzeitig als Ordonnanzoffizier beim Stab der 5. Feldartillerie-Brigade und dann als 2. Adjutant der 5. Infanterie-Division tätig. Am 14. Januar 1916 wurde er zum Hauptmann befördert und ab Juni als 2. Generalstabsoffizier der 1. Landwehr-Division kommandiert. Im Folgejahr wurde er ab dem 11. September als kaiserlich-osmanischer Major dem Generalstab des Heeresgruppenkommandos F und ab November 1917 im türkischen Armeekommando 6 als Generalstabsoffizier verwendet. Im Juli 1918 war Hartmann als Generalstabsoffizier beim türkischen Heereskommando „Ost“, bevor er ab Oktober 1918 wieder an die Front nach Frankreich versetzt wurde. Hier war er ab November 3. Generalstabsoffizier beim Generalkommando des XV. Reserve-Korps.
Nach Ende des Krieges wechselte Hartmann in die Reichswehr und wirkte als Kommandeur und Generalstabsoffizier, unter anderem beim Stab des Oberkommandos Möhl und bei der Reichswehr-Brigade 4. Kurz darauf wurde er 1920 als Generalstabsoffizier zum Wehrkreiskommando VII kommandiert. Von hier wechselte er ab Oktober 1921 in den Stab des Stadtkommandanten von München und im Folgejahr zum Stab der 7. Division. Ab 1924 war er im Stab Leiter der Abwehrstelle. Im Februar 1925 zum Major befördert, wechselte er unter Belassung seiner vorherigen Verwendung ins Gruppenkommando 2. Ab 1. Oktober 1926 wurde Hartmann in das Reichswehrministerium versetzt und dort als Referent in der Abwehrgruppe verwendet, die zu dieser Zeit aus Tarnungsgründen noch beim Truppenamt als T 3 – Heeresstatistische Abteilung geführt wurde. Leiter der Abwehrgruppe war zu diesem Zeitpunkt Oberst Friedrich Gempp (1871–1947). Insgesamt währte Hartmanns Tätigkeit als Referatsleiter der Abwehr fünf Jahre und er wurde in dieser Zeit im November 1930 zum Oberstleutnant befördert. Nur kurzzeitig wurde er im Oktober 1931 in den Stab des 7. (Bayerisches) Artillerie-Regiments zurückversetzt. Bereits im Oktober 1932 kehrte er in diesen Arbeitsbereich, nun inzwischen als Abteilung „Fremde Heere“, zurück. Abteilungsleiter war in dieser Zeit Oberst Herbert Fischer (1882–1939) unter dessen Führung die Umbenennung und Neueinteilung der Verantwortungsbereiche der früheren T 3 erfolgt war. Während seiner erneuten Tätigkeit bei der Abwehr bereitete sich Hartmann auf eine neue Aufgabenstellung in der Position eines Militärattachés vor. Ab 1. April 1933 wurde er nach 22 Jahren als erster Militärattaché an der deutschen Botschaft in Moskau versetzt. Seine Zuständigkeit erstreckte sich auf die deutschen Vertretungen in Moskau und Kowno (Kaunas) mit Hauptsitz in Moskau. Bis März 1933 war diese Aufgabenstellung durch Ernst-August Köstring (1876–1953) mit der Funktion eines militärischen Beraters der Botschaft wahrgenommen worden. Deutscher Botschafter zu dieser Zeit war Rudolf Nadolny (1873–1953). Seit Oktober 1933 hatte Hartmann Hauptmann Krebs als Gehilfen des Militärattachés in seiner Seite. Die Aufgabenstellung für den Militärattaché in Moskau war aus zwei Blickrichtungen eine recht schwierige. Zum einen herrschte seit der Machtübernahme der Kanzlerschaft durch Adolf Hitler 1933 gegenüber der UdSSR eine offen vorgetragene antisowjetische Hetze durch die NS-Führungsriege. Diese Einstellung führte im Endeffekt dazu, dass Rudolf Nadolny am 16. Juni 1934 sein Botschafteramt vorzeitig niederlegte. Zum zweiten bestand 1933 noch die 1920 begonnen militärische Zusammenarbeit zwischen der Roten Armee und der Reichswehr. Einzelne der Arbeitsgremien befanden sich noch im Land, waren aber dabei abgewickelt zu werden. Daraus entstand vor allem hinsichtlich der militärischen Schwerpunkte in den ersten Jahren der Arbeit des Militärattachés eine deutliche Doppelgleisigkeit. Dennoch bestand der hauptsächliche Auftrag für ihn in der Beschaffung und Auswertung aller in seiner Position erreichbaren militärischen Informationen über die Sowjetunion und deren politisch-strategische sowie rüstungs-wirtschaftliche Entwicklung. Ab 1934 war im Bereich der Berichterstattungspflichten der Attachés die UdSSR in die Kategorie „Fremde Heere“ – damit also in die Reihe der „potentiellen Gegner“ – einklassifiziert worden. 1934 hatte Reichswehrminister Werner von Blomberg die Rote Armee aus der Liste befreundeter Armeen gestrichen und in die Liste der fremden Heere einreihen lassen. Ab 4. Juli 1935 übertrug das Auswärtige Amt Hartmann zusätzlich noch die Aufgaben des deutschen Luftwaffenattachés an der Botschaft mit Zuständigkeiten ebenfalls für Moskau und Kowno. Am 30. September endete seine Tätigkeit in Moskau und er übergab den Posten an seinen Nachfolger Ernst-August Köstring, der das Amt ab 1. Oktober 1935 wahrnahm.
Nach Deutschland zurückgekehrt stand Hartmann zunächst ab 1. Oktober 1935 zur besonderen Verfügung des Oberbefehlshabers des Heeres und wurde am 15. Oktober zum Artillerie-Führer I ernannt. Im April 1936 zum Generalmajor befördert, führte er ab diesem Jahr die 7. Infanterie-Division. Zum März 1938 erfolgte seine Beförderung zum Generalleutnant und ab 26. August 1939 war er Kommandierenden General des XXX. Armeekorps, dass zu diesem Zeitpunkt errichtet und kurze Zeit später der Armeeabteilung A am Niederrhein zugeführt wurde. Nach dem Beginn des Zweiten Weltkriegs wurde Hartmann im April 1940 zum General der Artillerie befördert und am 5. August 1940 mit dem Ritterkreuz des Eisernen Kreuzes ausgezeichnet.
Als er im folgenden Jahr schwer erkrankte, wurde er ab März 1941 in die Führerreserve des OKH versetzt. Erst 1943 war er wieder dienstfähig und ab dem 1. Januar 1943 Kommandierender General der Sicherungsgruppen und Befehlshaber im Heeresgebiet A. Am 17. September wurde er erneut in die Führerreserve zurückversetzt. Sein letzter Stellung war ab Februar 1944 als Befehlshaber des Sonderstabes Hartmann beim OB Südwest und zugleich der Heeresgruppe C. Am 2. Mai 1945 geriet er in Kriegsgefangenschaft, aus der er am 4. Januar 1947 wieder entlassen wurde.
Hartmann verstarb am 10. Juli 1952 in Miesbach.